# Obed Starbuck
Obed Starbuck (* 5. Mai 1797 in Nantucket, Nantucket County, Massachusetts, USA; † 27. Juni 1882 ebd.) war ein US-amerikanischer Walfänger, Kapitän und Entdecker. Er gilt als Entdecker der Insel Starbuck und der Bakerinsel im Pazifik.

## Jugend und erste Seereise
Obed Starbuck entstammte einer alteingesessenen Familie von Seefahrern der Insel Nantucket und fuhr von früher Jugend an zur See. Im Alter von 18 Jahren diente er als Maat auf der Bark Hero unter Kapitän George Pollard auf einer Walfang-Expedition in den Pazifik. In den Wirren der chilenischen Befreiungskriege ankerte die Hero am Abend des 18. März 1828 in der Meerenge zwischen der chilenischen Stadt Arauco und der vorgelagerten Isla Santa María. Der Stadtkommandant und königstreue General Vincente Benavides (* ca. 1785; † 1822) lud Kapitän Pollock zum Abendessen in der Stadt ein. Pollock sah keinen Grund, der höflichen Einladung keine Folge zu leisten, wurde jedoch während des Essens verhaftet, unter dem Vorwand, er sei ein Spion des britischen Admirals Thomas Cochrane, 10. Earl of Dundonald, der auf Seiten der Aufständischen kämpfte. Zur selben Zeit enterte ein Trupp Soldaten die Hero und setzte die Mannschaft im Vorschiff fest. Als gemeldet wurde, es nähere sich eine Brigg, nahmen die Besetzer an, es sei ein britisches Kriegsschiff aus Cochranes Flotte. Sie lösten den Anker der Hero, um das Schiff mitsamt der eingesperrten Besatzung auf die Klippen treiben zu lassen. Der erst 18 Jahre alte Obed Starbuck, der Neffe des Schiffseigners Joseph Starbuck, konnte zunächst sich und dann die übrigen Matrosen befreien, ließ Segel setzen und verhinderte so, dass das Schiff havarierte. Sie segelten nach Valparaíso, wo sie die Fregatte U.S.S. Constellation antrafen und Bericht erstatteten.:311 Wenige Tage später attackierte Benavides den britischen Walfänger Perseverance auf gleiche Weise, verbrannte das Schiff und ermordete den Kapitän sowie mehrere Besatzungsmitglieder. Captain Ridgeley segelte die U.S.S. Constellation nach Arauco und setzte dem Treiben von Bonavides ein Ende.

## Erstes Kommando
Seine nächste Reise, nunmehr als Kapitän der Hero, führte Starbuck von 1822 bis 1824 wieder in den Pazifik. Am 5. September 1823 entdeckte er auf der Position 5° 32‘ Süd und 155° 55‘ West eine einsame Insel, 18 km lang, 4 km breit und nur 2,5 bis 3 m hoch. Die ermittelte Position liegt nahe der Insel Starbuck und dürfte mit ihr identisch sein. Starbuck taufte sie „Hero“, nach seinem Schiff. Doch erhielt sie ihren heutigen Namen nicht nach Obed Starbuck, sondern nach seinem Cousin Valentine Starbuck, Kapitän des britischen Walfängers L'Aigle, der sie drei Monate später besuchte und sie „Volunteer Island“ nannte.:205
Jeremiah N. Reynolds (1799 – 1858) berichtete in seiner Vorlage von 1828 an das Repräsentantenhaus der Vereinigten Staaten von der Sichtung einer Insel: „Island, 5 deg. 1 min. south latitude. Seen by O. Starbuck, northwest from Marquesas“ (Insel, 5 Grad 1 Minute südlicher Breite. Gesehen von O. Starbuck, nordwestlich der Marquesas). In dem genannten Seegebiet gibt es keine Insel, Reynolds könnte sie jedoch mit der Insel Starbuck verwechselt haben, die auf 5° 38′ 28″ S und 155° 52′ 44″ W liegt, allerdings mehr als 1800 km von den Marquesas entfernt.

## Weitere Reisen
Vom Dezember 1824 bis Oktober 1826 unternahm Obed Starbuck als Kapitän der Loper eine weitere Walfang-Reise in den Pazifik. Bei dieser Fahrt machte er eine Neuentdeckung in der Phönix-Gruppe, die unbewohnte Bakerinsel, die er „New Nantucket Island“ nannte.:237:211 Später wurde „New Nantucket“ umgetauft in „Baker Island“, nach Captain Michael Baker von der Braganza, der 1834 dort landete. Zwei Inseln in der Phönix-Gruppe, Sydney’s Island (Manra) und Birney’s Island (Birnie), waren nur Wiederentdeckungen.:211 Sie waren bereits ein Jahr zuvor von Kapitän T. Emmett (oder Emment, Emmert) des britischen Walfangschiffes Sydney Packet (Eigner: Alexander Birnie) gesichtet worden. Auf dieser Reise ergänzte und vervollständigte Starbuck auch die von George Barrett, Kapitän des Walfangschiffes Independence II aus Nantucket, begonnene Kartierung des Tuvalu-Archipels.
Später auf dieser Reise kam Starbuck auf zwei weiteren Inseln vorbei, die er „Loper’s Island“ und „Tracy’s Island“ taufte und fälschlich für Neuentdeckungen hielt. Es waren Niutao und Vaitupu.
Vom Juni 1829 bis September 1830 führte ihn eine weitere Fahrt mit der Loper in den Pazifischen Ozean. Die nächste Reise mit der Rose 1831 fand ein tragisches Ende, das Schiff lief auf Grund. Seine letzte Reise führte ihn von Oktober 1843 bis November 1846 wieder in den Pazifik.:238

## Familie
Kapitän Starbuck hatte innerhalb von sechs Jahren drei Walfang-Reisen in den Pazifik unternommen und setzte sich im Alter von noch nicht einmal 40 Jahren auf Nantucket zur Ruhe. Er hatte mit seiner ersten Frau Eunice Paddack fünf Kinder. Nach ihrem Tod heiratete er 1873 erneut. Sein ältester Sohn Frederick (* 28. Januar 1820; † 12. Juni 1858) fuhr auf der Bark Robert Pennell ebenfalls zur See. Obed Starbuck starb am 27. Juni 1882 im Alter von 87 Jahren und ist auf dem Prospect Hill Cemetery auf Nantucket neben seiner ersten Frau Eunice begraben. Das Grab ist noch erhalten.